# Ходжес, Дэвид
Дэвид Холл Ходжес (англ. David Hall Hodges) — американский музыкант, композитор и музыкальный продюсер. В 1999—2002 годах — клавишник и барабанщик группы Evanescence. Также входил в состав Trading Yesterday (она же The Age of Information), AVOX, Arrows to Athens. С 2008 года, подписав контракт с Warner Records, работает над сольным проектом.

## 1999—2002: Evanescence
В конце 1999 года Ходжес стал участником американской рок-группа Evanescence. Вместе с вокалисткой Эми Ли и Беном Муди они записали полноформатный демоальбом «Origin» и дебютный официальный студийный альбом «Fallen». Первый сингл группы «Bring Me to Life» занял первое место во многих чартах, включая Billboard Top 40, и вывел группу на международный уровень. В марте 2003 вышел альбом «Fallen» и стал платиновым в течение нескольких недель. Было продано более 16 миллионов копий по всему миру. В 2004 году Ходжес с группой получил две премии «Грэмми» за лучшее исполнение в стиле хард-рок и лучшему новому исполнителю.

## 2003—2007: Trading Yesterday and The Age of Information
После завершения работы над альбомом «Fallen», Ходжес покинул группу. В 2003 году вернувшись в Литл-Рок, он основал группу под названием Trading Yesterday. 15 мая 2004 года группа, состоящая из Ходжеса (вокал, гитара и клавишные), Марка Колберта (барабаны) и Стивена МакМоррана (бас), выпустила демо-диск под названием The Beauty and the Tragedy. Через несколько недель они подписали контракт с Epic Records и переехали в Лос-Анджелес, Калифорния для записи альбома. Написание альбома было закончено в первой половине 2005 года, и сингл One Day стал саундтреком к фильму Стелс. В 2006 году после расторжения контракта с Epic Records, выход альбома «More Than This» был отложен. Спустя шесть лет в 2011 году альбом был выпущен в студии Дэвида Ходжеса Sleepwalker Records.
В августе 2007 года, после расторжения контракта с Epic Records, Ходжес и МакМорран вместе с соавторами Джошем Дунаху и Уиллом Хантом основали новую группу под названием The Age of Information. Акустическое звучание группы Trading Yesterday превратилось в нечто более электронное. 11 сентября 2007 года вышел EP Everything is Broken.

## 2004—2010: Сольные проекты
Работая над своей собственной музыкой, Ходжес также писал и продюсировал песни для различных исполнителей. Вместе с бывшим коллегой по группе Evanescence Беном Муди, Ходжес работал над песнями Келли Кларксон из её альбома Breakaway («Because Of You» и «Addicted»).
В 2007 году он работал с Селин Дион («This Time») и Backstreet Boys («Something That I Already Know»). В июле 2008 года было объявлено, что Ходжес подписал контракт с Warner Records в качестве сольного исполнителя. 11 августа 2009 года совместно с Warner был выпущен альбом The Rising (EP). В 2008 году песня Ходжеса, «Crush», написанная для Дэвида Арчулета получила огромный успех. Она заняла второе место в Billboard Hot 100. Ходжес также написал сингл «What About Now» для дебютного альбома рок-группы Daughtry, который на сегодняшний день продан тиражом более 5 миллионов копий. В 2010 году Ходжес получил награды BMI Pop Awards за «Crush» и «What About Now». Ходжес также стал соавтором песен Daughtry «Open Up Your Eyes» и «Supernatural» для их второго альбома Leave this Town. Этот альбом был продан тиражом более миллиона копий.
Он так же написал песню «What Can I Say», совместно с Кэрри Андервуд, для её третьего альбома Play On, который занял первую строку в хит-параде США (Billboard 200), а также в кантри-чартах Австралии, Канады и США, и разошелся тиражом более 2 миллионов копий. Ходжес также стал соавтором таких хитов, как «Wanted» для Джесси Джеймс, а также «Circadian», «Hard To Believe» и «Rapid Eye Movement» для второго альбома Дэвида Кука This Loud Morning.
Осенью 2010 года Ходжес вместе со своим давним другом Джоном Кэмпбеллом выпустил новый проект под названием Avox. Альбом The Fragile World представляет собой сборник симфонических и электронных инструментальных треков. В октябре 2011 года Ходжес выпустил альбом под названием Kings & Thieves с группой Arrows to Athens, состоящей из Ходжеса и гитариста Стивена Соломона. Кроме того, в 2010 году Ходжес написал песню вместе с Кэрри Андервуд и Хиллари Линдси, для фильмы «Хроники Нарнии». Песня называлась «There’s a Place for Us» и в 2011 году была номинирована на премию «Золотой глобус» за лучшую оригинальную песню в кинофильме.

## 2011—2015 годы в карьере
В мае 2011 года Кристина Перри выпустила свой дебютный альбом Lovestrong. Ходжес участвовал в продюсировании и соавторстве многих песен для альбома, в том числе синглов «Arms» и «Distance» с участием Джейсона Мраза. Тем летом песня Ходжеса «Stitch by Stitch» была исполнена в первом сезоне The Voice победителем Хавьером Колоном. «Stitch by Stitch» сразу же заняла первое место в поп-чартах iTunes и 17 место в Billboard Hot 100. В 2011 году Ходжес снова работал с Перри. Совместно они написали песню A Thousand Years для фильма Сумерки. Сага: Рассвет — Часть 1. Песня разошлась по всему миру тиражом более 6 миллионов копий. 3 августа 2018 года сингл был сертифицирован семикратной платиной Американской ассоциацией звукозаписывающих компаний (RIAA).
Начиная с марта 2012 года, Ходжес совместно с другом и фронтменом Nickelback Чедом Крюгером стал сопродюсером одноимённого альбома Аврил Лавин. Первый сингл с альбома «Here’s to Never Growing Up» разошелся тиражом более 2 миллионов копий по всему миру и стал платиновым в США. В дополнение к «Here’s to Never Growing Up», Ходжес также помог написать другие синглы для альбома «Rock n Roll», «Let Me Go» и «Hello Kitty», которые имели успех на международном рынке.
В 2012 году Ходжес окончил семилетние сотрудничество с британским лейблом EMI, поскольку компания была куплена Sony Music Entertainment. Позже в том же году Ходжес подписал контракт с Kobalt Music Group и основал Third and Verse.
В августе 2013 года сингл Ходжеса с Кэрри Андервуд под названием «See You Again» занял первое место на радио страны. Песня стала платиновой и является частью её мультиплатинового альбома Blown Away.
В 2015 году он написал песню «The Girl You Think I Am» с Кэрри Андервуд. Песня была выпущена на её новом альбоме Storyteller.
Ходжес писал песни и музыку в соавторстве с Китом Урбаном, Гэвином Дегро, Кристиной Агилерой, Тимом Макгроу, Филиппом Филлипсом, Блейком Шелтоном, Dan + Shay, Hey Violet, Tonight Alive, Стивеном Тайлером, Молли Кейт Кестнер, Хантером Хейзом, Джош Гробан, Weezer и другие.

## Дискография

### Сольная карьера
- Musical Demonstrations Part 1 (2000)
- The Rising EP (2009)
- The December Sessions, Vol. 1 (2011)
- Passengers: Weapons EP (2013)
- The December Sessions, Vol. 2 (2013)
- Passengers: Sirens EP (2014)
- The December Sessions, Vol. 3 (2015)
- The December Sessions, Vol. 4 (2016)
- The December Sessions, Vol. 5 (2017)

### Evanescence
- Origin (2000)
- Mystery EP (2003)
- Fallen (2003)

### Trading Yesterday
- The Beauty and the Tragedy (2004)
- More Than This (завершен в 2006, выпущен в 2011)

### The Age of Information
- Everything is Broken (2007)

### Avox
- The Fragile World (2010)

### Arrows to Athens
- Kings & Thieves (2011)
- Exile (2016)